# Atak pasywny
Atak pasywny – atak, w którym przeciwnik, nie mając wpływu na żaden aspekt kryptosystemu, próbuje go złamać polegając jedynie na obserwowanych danych (kryptogramach). Zawiera się w tym również przypadek, w którym znamy tekst jawny i odpowiadający mu kryptogram. Jest to jeden z najprostszych i najstarszych modeli bezpieczeństwa.